# Francis Schewetta
Francis Schewetta, född 29 augusti 1919 i Bréhat i Côtes-d'Armor, död 8 oktober 2007 i Saint-Maurice i Val-de-Marne, var en fransk friidrottare.
Schewetta blev olympisk silvermedaljör på 4 x 400 meter vid sommarspelen 1948 i London.